# Bürgerliches Gesetzbuch

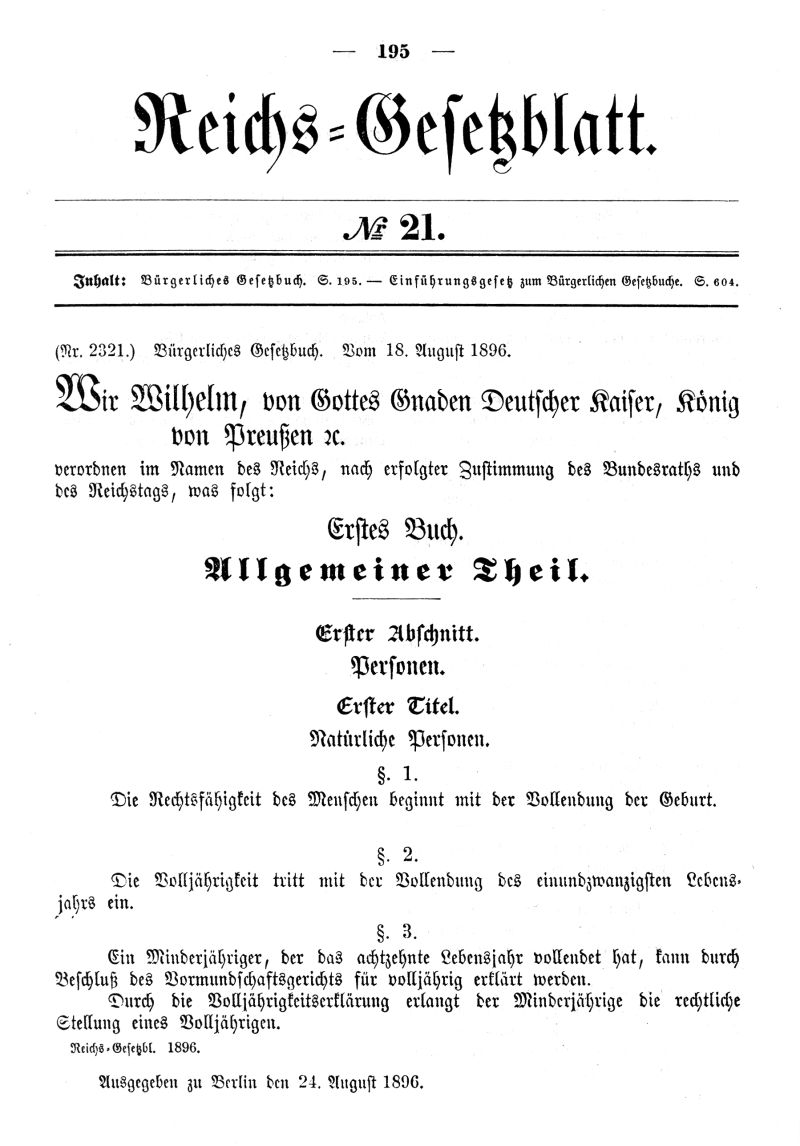
Bürgerliches Gesetzbuch

Het Bürgerliches Gesetzbuch (BGB) is het belangrijkste Duitse wetboek op het gebied van het burgerlijk recht. Het BGB werd op 18 augustus 1896 uitgevaardigd, op 24 augustus van dat jaar gepubliceerd om op 1 januari 1900 in werking te treden. Samen met alle sindsdien gedane aanpassingen werd het BGB op 2 januari 2002 opnieuw gepubliceerd (BGBl. I S. 42, ber. S. 2909 en 2003 S. 738). Sindsdien zijn er nog enige aanpassingen geweest, de laatste op 1 januari 2005 (BGBl. I 2004, S. 3396). De ontwerper van het nieuw Nederlands Burgerlijk Wetboek, Eduard Meijers, vond deels inspiratie in het BGB.
Het BGB is ingedeeld in vijf boeken:
- Allgemeiner Teil (algemeen deel)
- Schuldrecht (verbintenissenrecht)
- Sachenrecht (goederenrecht)
- Familienrecht (familierecht)
- Erbrecht (erfrecht)

Het BGB is om zijn doordachte structuur bekend en heeft als voorbeeld gefungeerd voor burgerlijke wetboeken van verschillende andere landen. Zo nam Japan aan het einde van de 19e eeuw een ontwerp van het BGB nagenoeg onveranderd over. Het Zwitsers Burgerlijk Wetboek dateert van 1907 en is geïnspireerd op het Duitse BGB, maar wordt gezien als moderner en duidelijker.
Als voordeel heeft het BGB dat het terminologisch heel duidelijk is, en geraamd is in een zeer overzichtelijke structuur. De terminologie wordt echter ook gezien als zeer complex en divers.
Vermeldenswaard is vooral de gelaagde structuur, die in het Duits bekendstaat als Klammertechnik: het algemene deel bevat de basisregels en -begrippen die ook voor alle verdere boeken gelden, alle delen zijn door de structuur met elkaar verbonden.

## Ontstaan

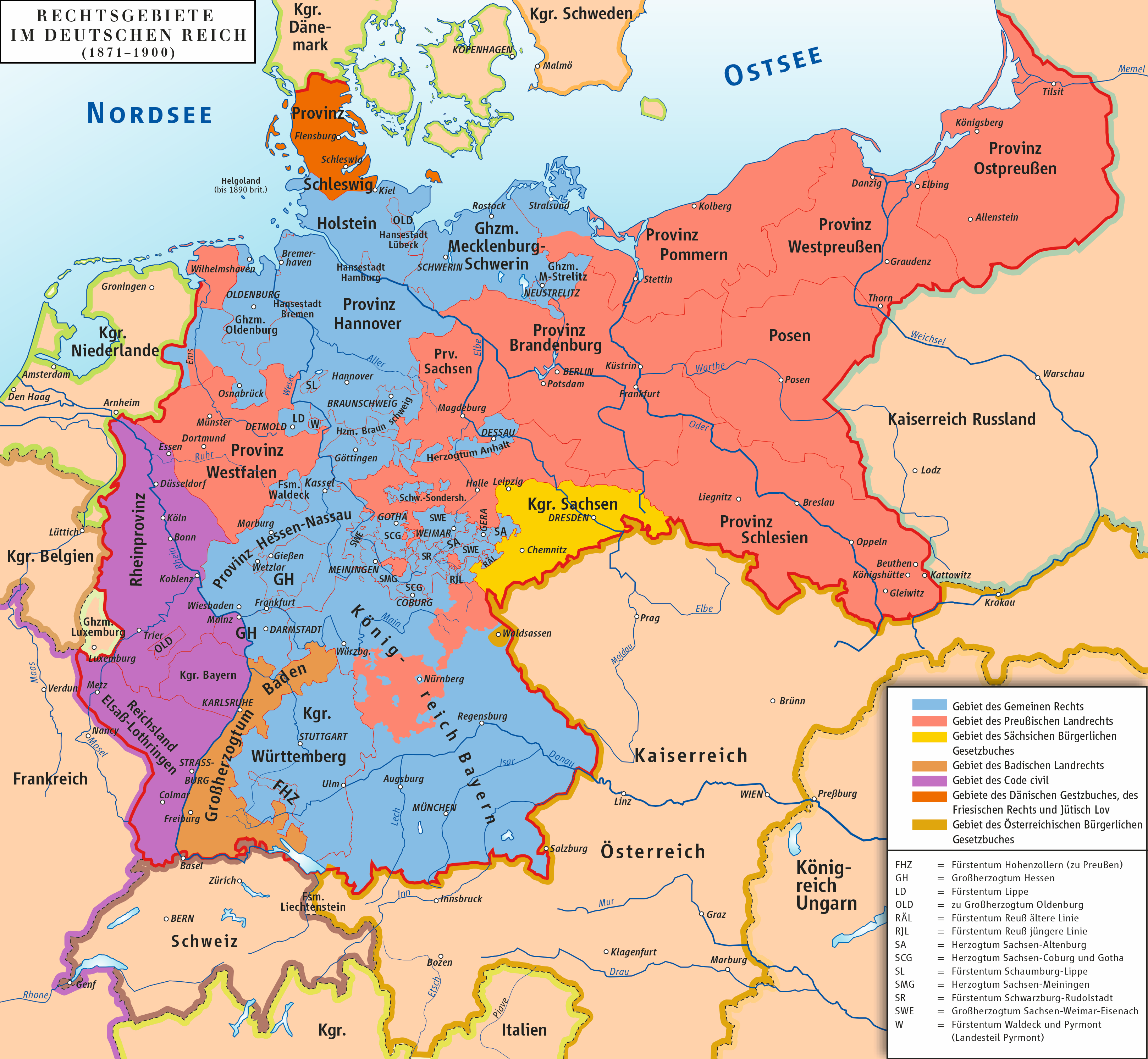
Rechtsgebieden van het Duitse Rijk, einde van de 19de eeuw

Voor de inwerkingtreding van het BGB golden in het in 1871 opgerichte Duitse Rijk in elk van de ruim 30 deelstaten eigen rechtsregels. Deze staten waren op hun beurt ontstaan onder de heerschappij van Napoleon Bonaparte, die ruim 100 kleinere grondgebieden uit de feodale tijdsperiode had samengevoegd. Er was dus sprake van een sterke versplintering van recht. De grote rechtstselsel die toegepast werden waren onder andere:
- het gemene recht, ius commune, geworteld in het recht van het Romeinse en Byzantijnse Rijk,
- het Allgemeines Landrecht für die Preußischen Staaten (ALR; 1794) in Pruisen,
- de Code Napoléon (bijv. Rijnprovincie, Elzas-Lotharingen),
- het Badisches Landrecht (1810) in het groothertogdom Baden,
- de Codex Maximilianeus Bavaricus Civilis (1756) in het koninkrijk Beieren, en
- het Sächsisches Bürgerliches Gesetzbuch (1865) in het koninkrijk Saksen,
- Germaans gewoonterecht.

Aan het streven naar het opstellen van wetboeken die in het hele Keizerrijk zouden gelden, ging onder meer een richtingenstrijd vooraf die bekend is geworden als de codificatiestrijd tussen de juristen Anton Friedrich Justus Thibaut (de) en Friedrich Carl von Savigny. De liberale natuurrechtsaanhanger Thibaut was van mening dat een enkele, eenduidige codificatie van het civiel recht het economische verkeer zou vereenvoudigen en tot nationale eenheid zou bijdragen, hij beschreef zijn opvattingen in het werk Über die Notwendigkeit eines allgemeinen bürgerlichen Rechts in Deutschland. Thibaut ging uit van de gelijkheid van mensen voor het recht, dat  ieder mens in beginsel vrij is en eigen keuzes kan maken, het recht moet de mogelijkheid aan de burger bieden zich te ontplooien (recht van zelfbeschikking). Dit in tegenstelling tot het recht uit de voorliggende feodale tijd. De antirevolutionaire monarchist Von Savigny vond dat de Duitse rechtswetenschap nog niet rijp was voor één gelijkluidend rechtstelsel. In eerste instantie had de opvatting van Von Savigny de overhand, mede door de overtuigingskracht van zijn befaamde 137 pagina's tellende pamflet Vom Beruf unserer Zeit für Gesetzgebung und Rechtswissenschaft (Heidelberg 1814), waarin hij reageerde op de stellingen van Thibaut.
In de loop van de tijd verschoof de heersende opinie naar het standpunt van Thibaut. De oprichting van het Duitse rijk was de belangrijkste stimulans. In 1873 besloten de Rijksdag en de Bundesrat op voorstel van de volksvertegenwoordigers Miquel en Lasker tot het ontwerpen van een volledig nieuw burgerlijk wetboek. Er werd  in 1874 een ontwerpcommissie uit rechtsgeleerden, filosofen en hoge ambtenaren ingesteld die in 1888 een eerste ontwerp opleverde. Dit voorstel was sterk gebaseerd op het Romeinse recht en op de leer van Von Savigny en werd door critici gezien als asociaal, archaïsch en moeilijk begrijpelijk. Volgens velen was de invloed van de Leipziger hoogleraar Romeins recht Bernhard Windscheid te overheersend. In 1890 werd een tweede commissie ingesteld die in 1895 het tweede ontwerp opleverde. Met kleine wijzigingen werd dit voorstel aangenomen, het trad 1900 in werking. De natuurrechtsbeginselen zijn terug te vinden in rechtsfiguren als de verdragsvrijheid en testeervrijheid, eigendom was in beginsel bedoeld voor particulier gebruik.

## Invoering
Bij de invoering trad ook het Einführungsgesetz zum Bürgerlichen Gesetzbuche (kortweg EGBGB) in werking, dat overgangsregels bevat voor het tot die tijd in Duitsland geldende recht en voor het internationaal privaatrecht. Sindsdien worden bij veranderingen van het BGB de nodige overgangsregels (bijvoorbeeld wegens het Eenwordingsverdrag met het Oost-Duitsland in het EGBGB verwerkt.

## Ontwikkeling
In de eerste 50 jaar van zijn bestaan werd het BGB nauwelijks veranderd. Dat kwam onder andere door de algemene regels, zoals art. 242, die een ontwikkeling van het recht via de rechtspraak (jurisprudentie) mogelijk maakten.
Ook in het Derde Rijk bleef het BGB kracht. De nationaalsocialistische rechters legden de dogmatiek van het wetboek echter in de geest van de nieuwe ideologie uit. Het BGB bevatte verschillende algemene clausules (Generalklauseln) van een vaak morele strekking zoals goede trouw, redelijkheid en billijkheid, goede zeden en ‘verweer van kwade trouw’ die dit mogelijk maakten. Men hoefde alleen maar in te vullen wat men onder deze begrippen precies verstond. Zo deed het begrip wichtiger Grund (‘gegronde reden’) goede dienst als basis van ontslag. Het BGB definieerde niet wat die wichtiger Grund moest inhouden, waardoor het eenvoudig was om bijvoorbeeld een Joodse achtergrond daaronder te scharen. Bij het opstellen van het BGB had men deze vage formuleringen wel als een probleem gezien, maar men ging ervan uit dat de rechter hier gewetensvol mee om zou gaan. Het BGB werd zo tot instrument van de nationaalsocialistische ideologie.

Overigens vonden de nationaalsocialisten het BGB wel heel weerbarstig wetboek. Bovendien waren zij van mening dat het Duitse recht was vervuild door het BGB, omdat het BGB gestoeld was op het Romeinse recht. De nationaalsocialisten zagen daarin een onderdrukking van het inheemse recht. In 1940 begon men dan ook met het ontwerp van een nieuw wetboek. Dit is echter nooit voltooid, doordat het Derde Rijk in 1945 verslagen werd. Enkele losse wetten, zoals de Huwelijkswet (Ehegesetz) voerden de nazi's wel in.
Vanaf 1946 werden hervormingen op het gebied van het familierecht gedaan. Eerst werd door de bezettingsmogendheden het Ehegesetz uitgefaseerd. Vanaf 1953 werd stap voor stap de gelijke behandeling van mannen en vrouwen verwezenlijkt (zie ook art. 3 lid 2 van het Grondwet voor de Bondsrepubliek Duitsland). In de jaren zestig werd het scheidingsrecht gemoderniseerd.
In de jaren daarna werden talrijke wetten voor consumentenbescherming (zoals een colportagewet (Haustürwiderrufsgesetz) en de algemene-voorwaardenwet (Duits Gesetz zur Regelung des Rechts der Allgemeinen Geschäftsbedingungen, kortweg AGB-Gesetz) buiten het BGB in het leven geroepen, waardoor de overzichtelijkheid verloren ging.
De laatste grote aanpassing gebeurde bij de modernisering van het verbintenissenrecht op 2 januari 2002 (BGBl. I S. 42), waarbij onder andere richtlijnen van de Europese Unie op het gebied van consumentenbescherming werden omgezet. Bij deze gelegenheid werden veel losse wetten weer naar het BGB overgebracht.

## Oost-Duitsland
In de Duitse Democratische Republiek trad in 1966 het familierechtwet (Familiengesetz) in werking, en in 1976 bij besluit van de Volkskammer van 16 september 1975 het Oost-Duitse burgerlijk wetboek. In deze wetboeken stond de ontwikkeling van de socialistische persoonlijkheid centraal, evenals de bevordering van de socialistische moraal. Deze wetten zijn op 3 oktober 1990 weer buiten werking getreden.

## Rechtsvergelijking
Vergelijkbare codificaties in andere landen zijn:
- België: Burgerlijk Wetboek
- Frankrijk: Code civil
- Italië: Codice civile
- Nederland: Burgerlijk Wetboek
- Oostenrijk: ABGB
- Zwitserland: Zwitsers Burgerlijk Wetboek